# Hyporthodus quernus
Hyporthodus quernus är en fiskart som först beskrevs av Seale, 1901.  Hyporthodus quernus ingår i släktet Hyporthodus och familjen havsabborrfiskar. IUCN kategoriserar arten globalt som nära hotad. Inga underarter finns listade i Catalogue of Life.